# Chalcoscirtus insularis
Chalcoscirtus insularis är en spindelart som beskrevs av Denis 1937. Chalcoscirtus insularis ingår i släktet Chalcoscirtus och familjen hoppspindlar. Inga underarter finns listade i Catalogue of Life.